# John Tavares
Pour les articles homonymes, voir Tavares.
John Tavares (né le 20 septembre 1990 à Mississauga en Ontario au Canada) est un joueur professionnel canadien de hockey sur glace d'origine portugaise et polonaise. Il joue au poste de centre pour les Maple Leafs de Toronto dans la Ligue nationale de hockey.

## Carrière

### Joueur exceptionnel
On accorde à John Tavares le statut de « joueur exceptionnel », lui permettant ainsi d'être repêché à l'âge de 14 ans. L'âge minimum normal pour être admissible au repêchage de la Ligue de hockey de l'Ontario est de 15 ans, mais la Ligue canadienne de hockey adopte cette nouvelle règle pour un joueur exceptionnel. Il n'y a aucune candidature pour accorder ce statut aux fins du repêchage de la saison 2006-2007 de la LHO. David Branch, le président de la ligue canadienne de hockey et le commissaire de la ligue de l'Ontario soulignent que John Tavares avait placé la barre très haut.
John Tavares constitue le premier choix des Générals d'Oshawa au repêchage de 2005 dans la LHO. Il remporte ainsi le trophée Jack-Ferguson, que la LHO présente annuellement au premier joueur sélectionné dans son repêchage.
John Tavares commence la saison 2004-2005 avec l'équipe de hockey mineur des  Marlboros de Toronto, où il marque 158 points, avec 91 buts, et 67 aides. Il termine la saison avec les Icehawks de Milton, marquant encore 13 buts et 15 aides en 20 parties.

### Carrière junior

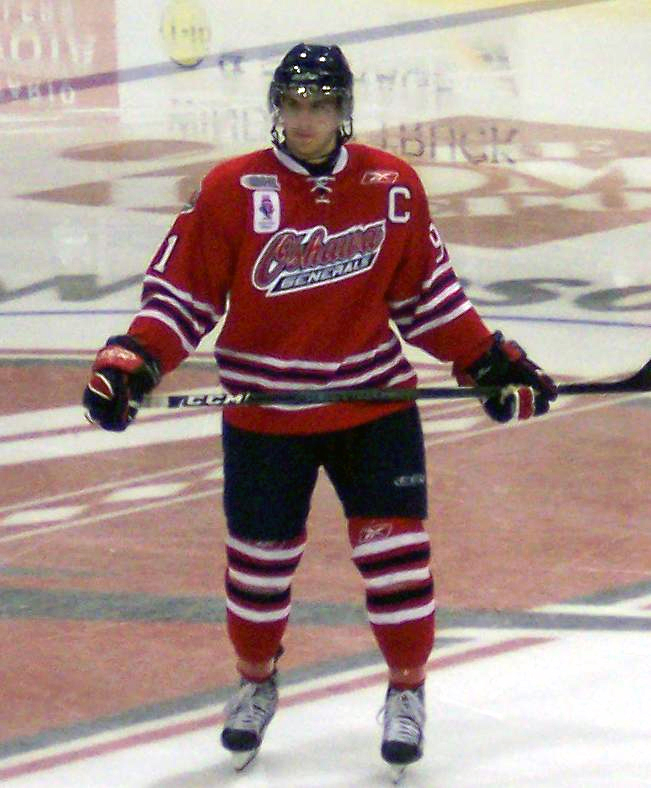
Tavares avec les Generals en novembre 2008.

John Tavares joue sa première partie dans la LHO le 23 septembre 2005, soit seulement trois jours après son 15e anniversaire, alors que les Generals affrontent les Frontenacs de Kingston et marque le même jour son premier but,. Il connaît un bon départ dans la LHO en marquant 5 buts lors de ses 4 premières parties.
John Tavares marque 77 points au total lors de sa première saison, dont 45 buts. Il est élu recrue par excellence de la Ligue canadienne de hockey (LCH) en 2005 et il remporte le trophée de la famille Emms pour cette saison. Il fait partie de l'équipe canadienne des moins de 18 ans en avril 2006 lors du tournoi qui eut lieu en Suède, alors âgé de 15 ans. Son équipe termine toutefois à la quatrième place du tournoi et est exclue du podium après avoir perdu le match pour la médaille de bronze face à la République tchèque. Tavares a marqué au cours de ce tournoi 5 points (2 buts et 3 aides) en 7 parties.
La saison suivante, il est invité au camp de l'équipe du Canada des moins de 20 ans en décembre 2006 mais il n'est pas retenu dans l'équipe finale. il marque 72 buts et obtient 62 passes pour un total 134 points à l'âge de 16 ans. Il participe à la Super Série 2007 des moins de 19 ans, série rendant hommage à la Série du siècle. Il prend part avec l'équipe LHO au Défi ADT Canada-Russie en 2006, 2007 et 2008.
Après avoir joué trois saisons dans la LHO, Tavares n'est pas éligible pour participer au repêchage d'entrée dans la LNH 2008 car il est né cinq jours après le 15 septembre 1990, soit la date de naissance maximum pour être admissible au repêchage. À la suite de sa saison de 72 buts en 2006-2007, ses agents ont demandé à la Ligue nationale de hockey et à l'Association des joueurs de la LNH de faire une exception à Tavares pour le prochain repêchage de la LNH tout comme il a eu dans la LHO en 2005 mais cette tentative est un échec et Tavares doit attendre jusqu'au repêchage de 2009.
Alors qu'il joue sa dernière saison en 2008-2009, il est échangé en cours de saison aux Knights de London en janvier 2009 ; il rejoint les Knights avec Michael Del Zotto et Daryl Borden en retour de Christian Thomas, Scott Valentine et Michael Zador et des choix de repêchage. Avec 104 points (58 buts et 46 aides) en 56 parties, il mène la LHO au niveau des points et met la main sur le trophée Eddie-Powers. Sa nouvelle équipe, première de sa division, perd au troisième tour face aux Spitfires de Windsor, futurs champions de la LHO.
Classé premier parmi les meilleurs espoirs d'Amérique du Nord en vue du repêchage de 2009, il est déjà prévu qu'il soit choisi en première position pour ce repêchage. Les Islanders de New York, qui possèdent le premier choix, décident de choisir Tavares. Le 15 juillet, il signe son contrat professionnel avec l'équipe pour une durée de trois ans et un salaire de 850 000 $ par année, qui est le montant maximum pour un contrat de ce genre.

### Avec les Islanders de New York

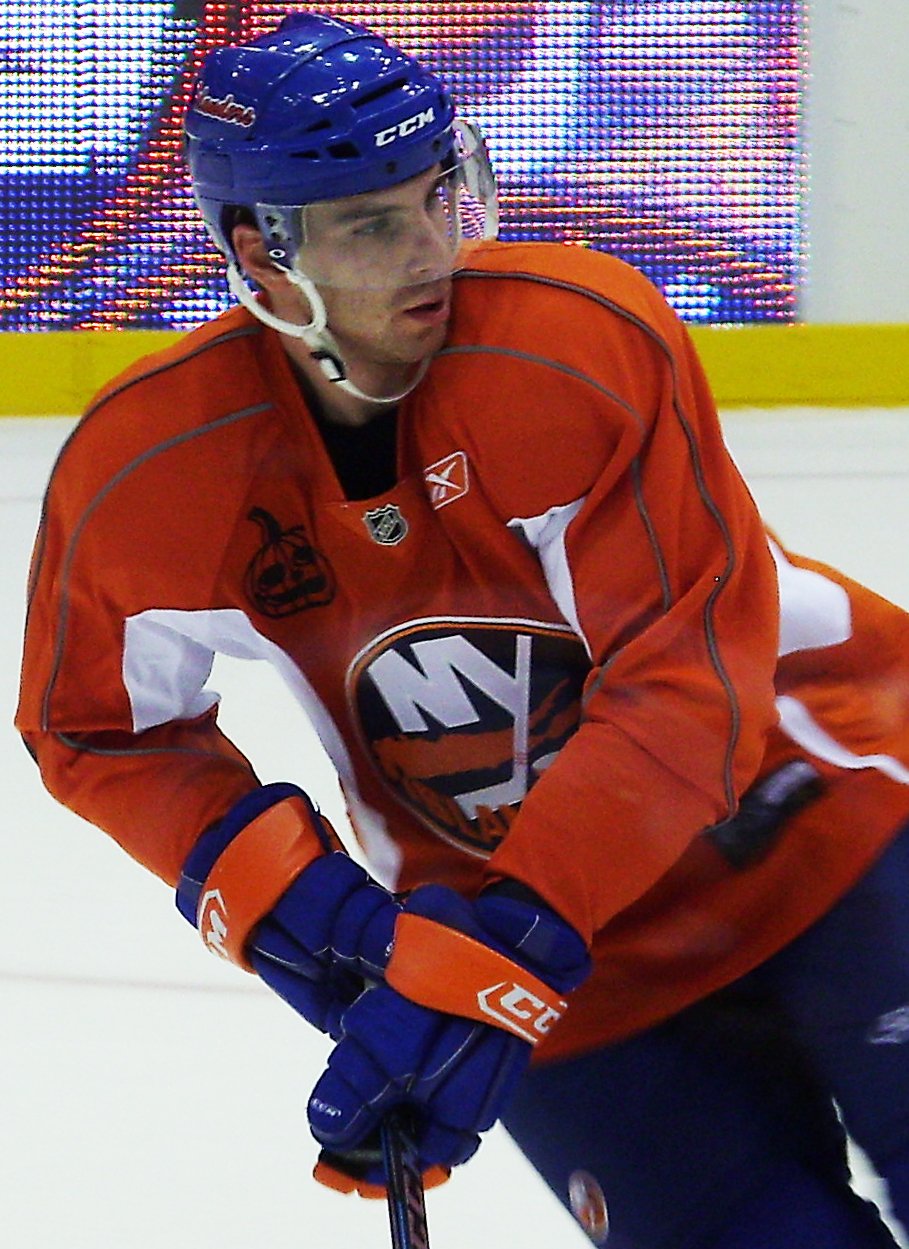
Tavares avec les Islanders en octobre 2009.

Il joue sa première saison dans la LNH en 2009-2010. À son tout premier match dans la LNH, le 3 octobre 2009, il inscrit un but contre les Penguins de Pittsburgh. Malgré ses 24 buts et 54 points lors de sa première saison, il n'est pas retenu parmi les trois nommés pour l'obtention du trophée Calder remis à la meilleure recrue de la ligue, Matt Duchene, Tyler Myers et Jimmy Howard ayant été préférés à Tavares. Il figure tout de même dans l'équipe d'étoiles des recrues en compagnie de Duchene et Niclas Bergfors parmi les attaquants.
À sa deuxième saison, en 2010-2011, il inscrit son premier tour du chapeau dans la ligue le 22 octobre 2010 lors d'un match contre les Panthers de la Floride. Il s'améliore en marquant 67 points et termine meilleur pointeur de l'équipe.
La saison suivante, avant d'entamer la saison 2011-2012, il prolonge son contrat avec les Islanders pour six ans qui lui rapportera 33 millions de dollars en plus d'être nommé capitaine adjoint à Mark Streit. En début de saison, il réalise deux matchs consécutifs de quatre points contre le Lightning de Tampa Bay puis les Rangers de New York. Il réalise du 29 décembre 2011 au 21 janvier 2012 une série de 12 matchs avec au moins au point et réalise au cours de cette séquence 21 points. Il est de plus invité à jouer le 59e Match des étoiles de la LNH. Il monte encore une fois d'un cran au cours de cette saison en marquant 31 buts et 50 assistances pour 81 points. Meilleur pointeur des Islanders, il est le septième meilleur pointeur de la ligue, à égalité avec James Neal et Henrik Sedin.
La première partie de la saison 2012-2013 de la LNH est annulée en raison d'un lock-out et Tavares part jouer avec le club suisse du CP Berne pendant la durée de la grève. Il retourne avec les Islanders lors de la fin du lock-out, en janvier 2013, et marque au cours des 48 matchs joués 28 buts. Il terme troisième en tête des meilleurs buteurs de la ligue derrière Aleksandr Ovetchkine et Steven Stamkos. Il fait partie des trois finalistes pour le trophée Hart remis au meilleur joueur de la ligue (MVP) en compagnie de Ovetchkine et Sidney Crosby, honneur finalement remis à Ovetchkine. Il participe pour la première fois de sa carrière aux séries éliminatoires de la Coupe Stanley mais son équipe perd au premier tour des séries face aux Penguins de Pittsburgh.
Il est nommé capitaine des Islanders avant le début de la saison 2013-2014 mais ne joue que 59 matchs lors de cette saison où il réalise 66 points en raison d'une blessure au genou subie lors des Jeux olympiques de 2014 à Sotchi. La saison suivante, il participe au Match des étoiles de 2015 et marque quatre buts au cours de ce match. Il marque 38 buts et 48 aides pour 86 points et termine deuxième pointeur de la ligue derrière Jamie Benn des Stars de Dallas qui compte un point de plus que Tavares. Il est encore une fois finaliste pour l'obtention du trophée Hart avec Ovetchkine et Carey Price.

### Maple Leafs de Toronto
Le 1er juillet 2018, devenu agent libre, Tavares signe un contrat de 7 ans d'un montant de 77 millions de dollars avec les Maple Leafs de Toronto.
Il joue son 1000e match en carrière dans la LNH le 29 janvier 2023.

## Carrière internationale
Il représente l'équipe du Canada au niveau international.

## Parenté dans le sport
John est le neveu de John Tavares jouant dans la National Lacrosse League pour les Bandits de Buffalo.

## Statistiques

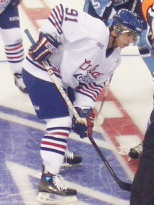
John Tavares

### En club
| Saison     | Équipe                 | Ligue      |       | Saison régulière | Saison régulière | Saison régulière | Saison régulière | Saison régulière |    | Séries éliminatoires | Séries éliminatoires | Séries éliminatoires | Séries éliminatoires | Séries éliminatoires |
| Saison     | Équipe                 | Ligue      | PJ    | B                | A                | Pts              | Pun              | PJ               | B  | A                    | Pts                  | Pun                  |                      |                      |
| 2004-2005  | Marlboros de Toronto   | GTHL       | 72    | 91               | 67               | 158              | -                | -                | -  | -                    | -                    | -                    |                      |                      |
| 2004-2005  | Icehawks de Milton     | LHJPO      | 16    | 11               | 12               | 23               | 8                | -                | -  | -                    | -                    | -                    |                      |                      |
| 2005-2006  | Generals d'Oshawa      | LHO        | 65    | 45               | 32               | 77               | 72               | -                | -  | -                    | -                    | -                    |                      |                      |
| 2006-2007  | Generals d'Oshawa      | LHO        | 67    | 72               | 62               | 134              | 60               | 9                | 7  | 12                   | 19                   | 6                    |                      |                      |
| 2007-2008  | Generals d'Oshawa      | LHO        | 59    | 40               | 78               | 118              | 69               | 15               | 3  | 13                   | 16                   | 20                   |                      |                      |
| 2008-2009  | Generals d'Oshawa      | LHO        | 32    | 26               | 28               | 54               | 32               | -                | -  | -                    | -                    | -                    |                      |                      |
| 2008-2009  | Knights de London      | LHO        | 24    | 32               | 18               | 50               | 22               | 14               | 10 | 11                   | 21                   | 8                    |                      |                      |
| 2009-2010  | Islanders de New York  | LNH        | 82    | 24               | 30               | 54               | 22               | -                | -  | -                    | -                    | -                    |                      |                      |
| 2010-2011  | Islanders de New York  | LNH        | 79    | 29               | 38               | 67               | 53               | -                | -  | -                    | -                    | -                    |                      |                      |
| 2011-2012  | Islanders de New York  | LNH        | 82    | 31               | 50               | 81               | 26               | -                | -  | -                    | -                    | -                    |                      |                      |
| 2012-2013  | CP Berne               | LNA        | 28    | 17               | 25               | 42               | 28               | -                | -  | -                    | -                    | -                    |                      |                      |
| 2012-2013  | Islanders de New York  | LNH        | 48    | 28               | 19               | 47               | 18               | 6                | 3  | 2                    | 5                    | 4                    |                      |                      |
| 2013-2014  | Islanders de New York  | LNH        | 59    | 24               | 42               | 66               | 40               | -                | -  | -                    | -                    | -                    |                      |                      |
| 2014-2015  | Islanders de New York  | LNH        | 82    | 38               | 48               | 86               | 46               | 7                | 2  | 4                    | 6                    | 2                    |                      |                      |
| 2015-2016  | Islanders de New York  | LNH        | 78    | 33               | 37               | 70               | 38               | 11               | 6  | 5                    | 11                   | 6                    |                      |                      |
| 2016-2017  | Islanders de New York  | LNH        | 77    | 28               | 38               | 66               | 38               | -                | -  | -                    | -                    | -                    |                      |                      |
| 2017-2018  | Islanders de New York  | LNH        | 82    | 37               | 47               | 84               | 26               | -                | -  | -                    | -                    | -                    |                      |                      |
| 2018-2019  | Maple Leafs de Toronto | LNH        | 82    | 47               | 41               | 88               | 34               | 7                | 2  | 3                    | 5                    | 0                    |                      |                      |
| 2019-2020  | Maple Leafs de Toronto | LNH        | 63    | 26               | 34               | 60               | 24               | 5                | 2  | 1                    | 3                    | 0                    |                      |                      |
| 2020-2021  | Maple Leafs de Toronto | LNH        | 56    | 19               | 31               | 50               | 14               | 1                | 0  | 0                    | 0                    | 0                    |                      |                      |
| 2021-2022  | Maple Leafs de Toronto | LNH        | 79    | 27               | 49               | 76               | 32               | 7                | 3  | 3                    | 6                    | 2                    |                      |                      |
| 2022-2023  | Maple Leafs de Toronto | LNH        | 80    | 36               | 44               | 80               | 34               | 11               | 4  | 4                    | 8                    | 4                    |                      |                      |
| 2023-2024  | Maple Leafs de Toronto | LNH        | 80    | 29               | 36               | 65               | 30               | 7                | 1  | 1                    | 2                    | 2                    |                      |                      |
| Totaux LNH | Totaux LNH             | Totaux LNH | 1 109 | 456              | 584              | 1 040            | 475              | 62               | 23 | 23                   | 46                   | 20                   |                      |                      |

### En équipe nationale
| Année | Équipe     | Évènement                            |   | PJ | B | A  | Pts | Pun | +/-           |  | Résultat |
| 2006  | Canada U18 | Championnat du monde moins de 18 ans | 7 | 2  | 3 | 5  | 4   | +4  | 4e place      |  |          |
| 2008  | Canada U20 | Championnat du monde junior          | 7 | 4  | 1 | 5  | 2   | 0   | Médaille d'or |  |          |
| 2009  | Canada U20 | Championnat du monde junior          | 6 | 8  | 7 | 15 | 0   | +7  | Médaille d'or |  |          |
| 2010  | Canada     | Championnat du monde                 | 7 | 7  | 0 | 7  | 6   | +2  | 7e place      |  |          |
| 2011  | Canada     | Championnat du monde                 | 7 | 5  | 4 | 9  | 12  | +6  | 5e place      |  |          |
| 2012  | Canada     | Championnat du monde                 | 8 | 4  | 5 | 9  | 12  | +4  | 5e place      |  |          |
| 2014  | Canada     | Jeux olympiques                      | 4 | 0  | 0 | 0  | 0   | +3  | Médaille d'or |  |          |
| 2016  | Canada     | Coupe du monde                       | 6 | 1  | 3 | 4  | 0   | +2  | Vainqueur     |  |          |
| 2024  | Canada     | Championnat du monde                 | 9 | 2  | 9 | 11 | 6   | -4  | 4e place      |  |          |

## Trophées et honneurs personnels

### Ligue de hockey de l'Ontario
- 2007 : récipiendaire du trophée Red-Tilson
- 2009 : récipiendaire du trophée Eddie-Powers

### Ligue nationale de hockey
- 2009-2010 : sélectionné dans l'équipe d’étoiles des recrues
- 2011-2012 : participe au 59e Match des étoiles de la LNH (1)
- 2014-2015 : 
  - participe au 60e Match des étoiles de la LNH (2)
  - sélectionné dans la première équipe d'étoiles
- 2015-2016 : participe au 61e Match des étoiles de la LNH (3)
- 2016-2017 : participe au 62e Match des étoiles de la LNH (4)
- 2017-2018 : participe au 63e Match des étoiles de la LNH (5)
- 2018-2019 : participe au 64e Match des étoiles de la LNH (6)

### Championnat du monde junior
- 2009 : nommé meilleur joueur du tournoi

### Championnat du monde
- 2010 : termine meilleur buteur